# Oesterdief
Oesterdief (Colpomenia peregrina) is een bruine algensoort uit de familie Scytosiphonaceae van de orde Ectocarpales. De wetenschappelijke naam van de soort werd voor het eerst in 1927 geldig gepubliceerd door Camille François Sauvageau.

## Kenmerken
Oesterdief is een kleine bruine alg, blaasachtig, aan de binnenkant hol en vliezig, tot 9 cm doorsnede. Het oppervlak is dun en glad, maar is vaak ingezakt of gescheurd als het ouder wordt. Het is olijfbruin van kleur en bevestigd door rizoïdale filamenten om aan de basis heen en weer te bewegen. Gaat bij aanraking niet gelijk kapot, maar scheurt als papier.

## Verspreiding
Deze soort is inheems in de oostelijke Grote Oceaan, maar is geïntroduceerd in andere gebieden. Het werd voor het eerst opgemerkt in Europa in 1906 op oesterbanken. Het is nu aanwezig in de noordoostelijke Atlantische Oceaan, van Noorwegen en Zweden tot Portugal. Het werd voor het eerst opgenomen in Groot-Brittannië in 1908 en in Ierland in 1934. Deze soort wordt aangetroffen in rotspoelen aan de kust, op plaatsen die niet zijn blootgesteld, en ook in het sublitoraal tot een diepte van 3 meter. In het Grevelingenmeer komt dit bruinwier vrij algemeen voor, maar is echter minder algemeen in de Oosterschelde.